# 안윤재
안윤재(安允在, 1877년 11월 17일~1944년 2월 27일)는 한국의 독립운동가이다.

## 생애
1877년 11월 17일에 조선 황해도 송화에서 태어난 그는 신민회 소속으로 황해도 지회에서 독립운동을 전개했다.
신민회가 만주에 무관학교를 설립하고 독립군기지 창건사업을 하면서 1910년 9월과 10월 김도희(金道熙)를 내려보내어 그 준비를 위임하자  김구(金九), 이승길(李承吉) 등과 황해도 신민회 회원의 집단이주계획을 수립하고 송화군의 이주민모집 책임자로 권태선(權泰善), 감익룡(甘翊龍), 이종록(李鍾祿), 전용서(全溶瑞), 강유(康有爲) 등과 이주계획을 준비하고 군자금을 모았다.
그러나, 안명근 사건 관련 혐의로 1911년 1월 일본경찰에 체포되어 징역 1년 6월을 선고받고 복역하게 되었다.
대한민국 임시정부가 수립되자 황해도 송화의 임시정부 조사원(調査員)에 임명되어 활동하기도 했으며, 대한민국 정부는 1990년에 그의 공훈을 기려 건국훈장 애국장을 추서했다.